# Wattle Park (del av en befolkad plats)
Wattle Park är en del av en befolkad plats i Australien. Den ligger i regionen Burnside och delstaten South Australia, nära delstatshuvudstaden Adelaide. Antalet invånare är 1 830.
Runt Wattle Park är det ganska tätbefolkat, med 58 invånare per kvadratkilometer.. Närmaste större samhälle är Adelaide, nära Wattle Park. 
I omgivningarna runt Wattle Park växer i huvudsak blandskog. Genomsnittlig årsnederbörd är 593 millimeter. Den regnigaste månaden är juli, med i genomsnitt 95 mm nederbörd, och den torraste är december, med 13 mm nederbörd.